# Sibiseonnyeotanggyegok
Sibiseonnyeotanggyegok (koreanska: 십이선녀탕계곡) är en dal i Sydkorea.   Den ligger i provinsen Gangwon, i den norra delen av landet, 130 km nordost om huvudstaden Seoul.